# IC 2908
IC 2908 је појединачна звијезда у сазвјежђу Лав која се налази на листи објеката дубоког неба у Индекс каталогу.
Деклинација објекта је + 12° 56' 17" а ректасцензија 11h 31m 50,6s.